# Georges Archidice
 (mai 2025).
Si vous disposez d'ouvrages ou d'articles de référence ou si vous connaissez des sites web de qualité traitant du thème abordé ici, merci de compléter l'article en donnant les références utiles à sa vérifiabilité et en les liant à la section « Notes et références ».
Georges Archidice, né le 13 juillet 1912 à Colayrac-Saint-Cirq (Lot-et-Garonne) et mort le 19 avril 1968 à Monflanquin (Lot-et-Garonne), est un homme politique français.

## Biographie
Fils d'agriculteurs, Georges Archidice passe par l'école normale d'Agen avant d'exercer comme instituteur à partir de 1931. Devenu professeur de cours complémentaire, à Agen, il s'investit dans la SFIO. Secrétaire adjoint de la fédération socialiste du Lot-et en 1936, il est élu secrétaire fédéral peu avant le déclenchement de la seconde guerre mondiale.
Il est alors membre du courant Bataille socialiste, menée par Jean Zyromski.
Parallèlement, il est engagé dans le syndicalisme et, en 1938, est élu secrétaire départemental du syndicat national des instituteurs.
Engagé dans la résistance en janvier 1941, il entre en clandestinité pour échapper à la police allemande après avoir été condamné à mort par un tribunal militaire allemand. Lieutenant-colonel des FFI, il est un des principaux animateurs de la résistance dans son département. Son engagement pendant l'occupation lui vaut la légion d'honneur, la croix de guerre et de la médaille de la résistance.
Responsable régional du Comité d'action socialiste depuis 1942, il participe à la reconstitution de la fédération socialiste à la Libération, et retrouve ses fonctions syndicales d'avant-guerre.
En 1945, il est parachuté, non sans susciter des réactions négatives, dans le Lot et y prend la tête de la liste de la SFIO pour l'élection de la première constituante. Il obtient  23,0 % des voix et est élu député.
Député peu actif dans son travail parlementaire, il mène cependant à nouveau la liste socialiste en juin 1946, et est réélu député avec 22,5 % des voix . Cette même année, il prend la direction de la fédération SFIO du Lot.
Membre de la commission de la constitution, il y est cette fois très actif, entrant même à la commission restreinte chargée de la rédaction du texte constitutionnel.
En novembre 1946, il est réélu pour un troisième mandat (22,8 %). Député loyal à la ligne du parti, il ne se distingue en rien des positions défendues par la direction. Il est notamment très favorable à la troisième force, et violemment critique des communistes.
En août 1950, il est arrêté pour des relations sexuels avec l'abbé Fernand Charpin dans les toilettes de la gare Saint-Charles de Marseille ; bien que rapidement relâché, le scandale public fait que le parti le force à démissionner.
Sur la pression de la direction du parti, il démissionne en septembre de toutes ses responsabilités et de son mandat de député. Il est cependant relaxé par le tribunal correctionnel de Marseille deux jours après la date d'effet de sa démission.
Il reprend alors un poste d'enseignant. Affecté à l'Institut pédagogique national, il en est par la suite directeur du service des expositions.
Il meurt à l'âge de cinquante-cinq ans dans un accident de la circulation.

## Détail des fonctions et des mandats
Mandats parlementaires
- 21 octobre 1945 - 10 juin 1946 : Député du Lot
- 2 juin 1946 - 27 novembre 1946 : Député du Lot
- 10 novembre 1946 - 17 octobre 1950 : Député du Lot